# Jana Krivec
Jana Krivec, slovenska šahistka,  * 30. maj 1980, Šempeter pri Gorici.
Krivčeva je šahovska velemojstrica (wGM) od 2007. Sicer pa je doktorica psihologije. 
Je sedemkratna članska državna prvakinja v šahu. Bila je članica olimpijske ekipe v Erevanu, Elisti in Istambulu. Leta 2002 je bila članica ekipe prve ženske ekipe (Slovenija A) na 35. šahovski olimpijadi na Bledu; ekipa je zasedla 38. mesto. Bila je tudi članica ženske ekipe na 36. šahovski olimpijadi v Španiji oktobra 2004, ekipa je dosegla 19. mesto. Na olimpijadi v Torinu leta 2006 so s soigralkami dosegle 9. mesto.

## Dosežki
- 1. mesto Državno prvenstvo za članice 2009
- 1. mesto Državno prvenstvo za članice 2006
- 1. mesto Državno prvenstvo za članice 2005
- 1. mesto Državno prvenstvo za članice 2003
- 1. mesto Državno prvenstvo za članice 2002
- 1. mesto Državno prvenstvo za članice 2000
- 1. mesto Državno prvenstvo za članice 1997